# D/troit
D/troit ist eine Soul-Band aus Kopenhagen. Sie besteht aus dem Frontman und Sänger Toke Bo Nisted, Gitarrist Klaus Højbjerg, Bassist Jackie Larsen, Keyboarder Mads Jensen und Schlagzeuger Stefan Cannerslund Andersen.

## Geschichte
D/troit wurde 2010 in Kopenhagen von den dänischen Musikern Toke Bo Nisted, Mads Jensen, Klaus Højbjerg, Jackie Larsen und Stefan Andersen gegründet, die zuvor Mitglieder verschiedener Punkbands waren. Der Bandname bezieht sich auf die US-amerikanische Stadt Detroit, die mit dem ehemals dort ansässigen Motown-Label wesentlichen Einfluss auf die Entwicklung des Soul hatte. Die Songtexte der Band sind ausschließlich auf Englisch.
2015 veröffentlichte D/troit die EP Do the Right Thing bei dem Kopenhagener Independent-Label Crunchy Frog. Da der britische Moderator Craig Charles Gefallen an ihrer Musik fand, liefen die Songs regelmäßig auf BBC Radio 2 und BBC Radio 6 Music und in der The Craig Charles Funk and Soul Show war ein Interview zu hören. Die Single Soul Thing wurde für einen international ausgestrahlten Heineken-Werbespot lizenziert. 2016 wurde D/troit für Do the Right Thing als „Best New Band“ bei den Scandinavian Soul Music Awards ausgezeichnet.
2017 erschien bei Crunchy Frog D/troits erstes Album Soul Sound System, bei dem sie Gabriel Roth unterstützte. Danach tourte die Band durch Nordeuropa und Deutschland. Im Juni 2022 brachte sie ihr zweites Album Heavy heraus. Wie das Debütalbum wurde es sowohl auf CD als auch Schallplatte vertrieben. Die Band setzt häufig Retro-Einflüsse wie Bläsersätze, Backing Vocals, einen schlagenden Beat und „crunchige“ Gitarren ein. Ihre Musik erinnert an James Brown, für den sie den Tribute-Song Gotta Have Soul auf Heavy schrieben. Ihr zweites Album enthält darüber hinaus auch modernere Elemente wie Hip-Hop-Sounds in der ersten Single I Want You.

## Auszeichnungen

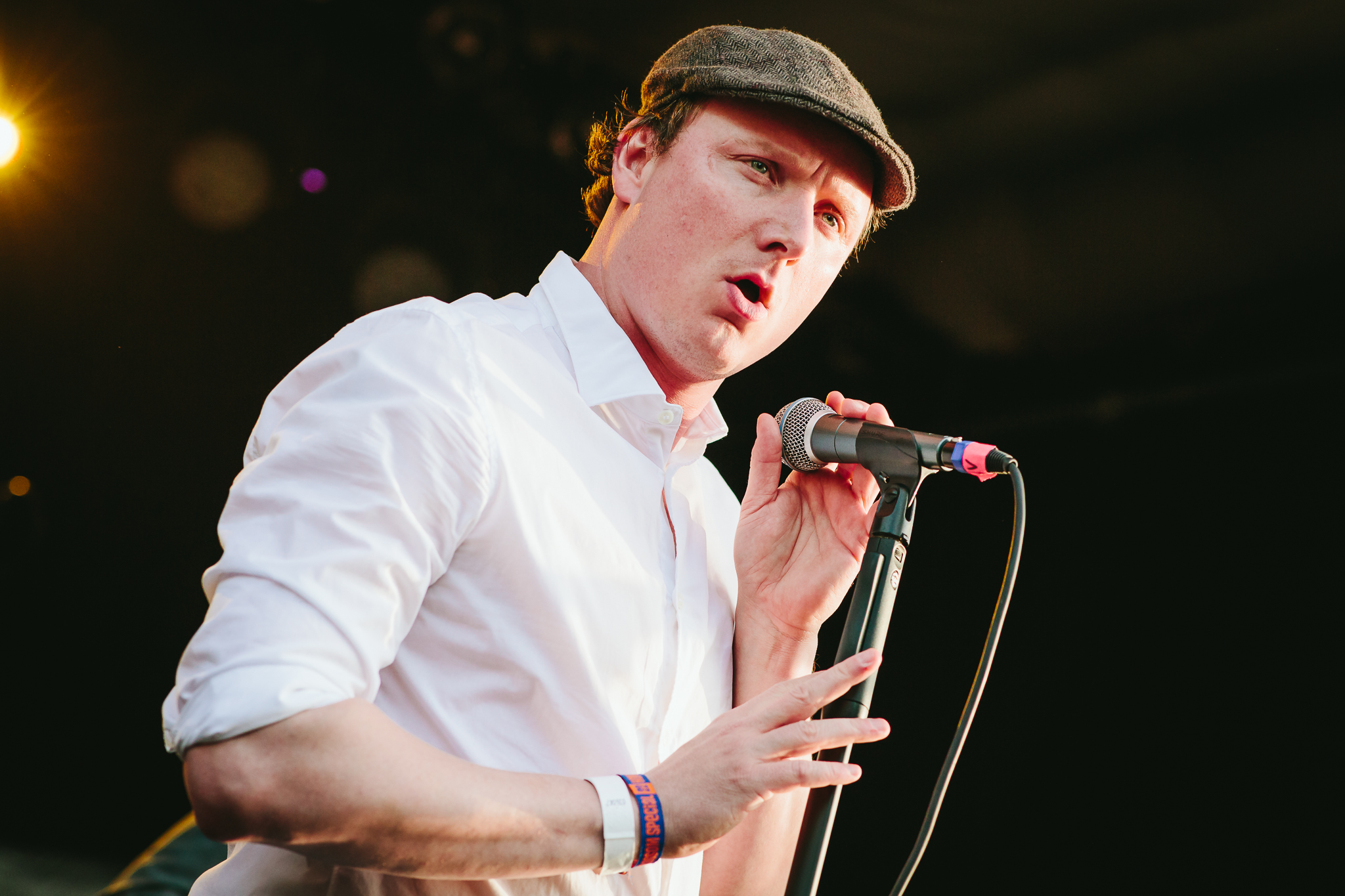
Sänger Toke Bo Nisted

- 2016: Best New Band, Scandinavian Soul Music Awards[2]

## Diskografie

### EPs
- 2015: Do the Right Thing

### Alben
- 2017: Soul Sound System (Crunchy Frog)
- 2022: Heavy (Crunchy Frog)